# Black Coast

Wybrzeże na mapie Półwyspu Antarktycznego

Wybrzeże Blacka (ang. Black Coast) – część wschodniego wybrzeża Ziemi Palmera na Półwyspie Antarktycznym, pomiędzy Wybrzeżem Lassitera a Wybrzeżem Wilkinsa.
Granice tego wybrzeża wyznaczają przylądek Mackintosh i przylądek Boggs. Zostało odkryte i sfotografowane przez Amerykanów 30 grudnia 1940 roku, w czasie lotu zwiadowczego. Zostało nazwane na cześć Richarda B. Blacka z Rezerw Marynarki Wojennej Stanów Zjednoczonych, który był dowódcą tego lotu.